# Adolfbukta
Adolfbukta is een baai van het eiland Spitsbergen, dat deel uitmaakt van de Noorse eilandengroep Spitsbergen.
De baai is vernoemd naar Adolf Erik Nordenskiöld.

## Geografie
De baai is oost-west georiënteerd en heeft een lengte van ongeveer zes kilometer. Ze mondt westen uit in het fjord Billefjorden, waarvan het de oostelijke zijtak is.
Ten zuiden van de baai ligt het Bünsowland en ten noorden het Dickson Land. 